# Червере
Чѐрвере (на италиански: Cervere; на пиемонтски: Servere, Сервере) е село и община в Северна Италия, провинция Кунео, регион Пиемонт. Разположено е на 304 m надморска височина. Населението на общината е 2229 души (1 януари 2023).